# Guilaine Chenu
Pour les articles homonymes, voir Chenu.
Guilaine Chenu, née le 17 août 1960 à Lagos (Nigéria), est une journaliste présentatrice et productrice de télévision française.
Elle est notamment connue pour avoir dirigé et présenté le magazine d’enquête Envoyé Spécial avec Françoise Joly, sur France 2, entre 2001 et 2016.

## Biographie

### Études
Passionnée de littérature, Guilaine Chenu obtient une maîtrise de Lettres modernes à l'université Paris IV Sorbonne. Elle souhaite devenir critique littéraire, mais s'oriente finalement vers le journalisme.

### Carrière

#### Les débuts chez TF1 (1984-1994)
En 1984, Guilaine Chenu entre à la rédaction de TF1 en tant journaliste-reporter au Mini-Journal de Patrice Drevet. Elle travaillera ensuite au service des informations générales, puis au service société et enfin au service politique.

#### France Télévisions (1994-2017)
Guilaine Chenu rejoint France 2 en 1994, en tant que grand reporter au service politique.
En 1998, elle devient grand reporter dans l’équipe d’Envoyé Spécial. Durant les deux années suivantes, elle réalisera une dizaine de reportages pour l’émission, alors animée par Paul Nahon et Bernard Benyamin.
Elle succède à ces derniers en 2001, en compagnie de Françoise Joly. Ensemble, elles prennent la direction et la présentation du magazine Envoyé spécial qui, chaque jeudi en prime time, deviendra un rendez-vous important du paysage audiovisuel français en réunissant à chaque édition plus de 4 millions de téléspectateurs (15% de l’audience télévisuelle française). France 2 décide alors d’augmenter la durée du magazine de 1h30 à 2h.
Le 28 novembre 2002, Guilaine Chenu co-anime la 500ème édition du magazine, constituée d’un grand reportage mêlant cinq portraits de Français qui sont partis vivre une expérience hors du commun à l’étranger,.
Le 8 novembre 2012, l'émission a consacré un sujet à Wikipédia, intitulé : « Faut-il croire en Wikipédia ? ». L'un des contributeurs a publié un article de compte rendu.
Le 8 janvier 2015, un numéro spécial consacré à Charlie Hebdo réunit plus de 5 millions de téléspectateurs (21% de l’audience).
Entre janvier 2010 et septembre 2014, Françoise Joly et Guilaine Chenu animent aussi Envoyé spécial, la suite,,, un magazine diffusé le samedi à 14h, toujours sur France 2. Animé en alternance par les deux présentatrices, il vise, dans la continuité du magazine principal du jeudi soir, à faire le point sur l’évolution des sujets traités en reportages au cours des vingt années d'émissions.
À partir de septembre 2014, la case est remplacée par Mon Envoyé Spécial,, un magazine diffusé le samedi à 14 h. Chaque semaine, les internautes choisissent de voir ou revoir un reportage, une enquête ou un document, puis adressent leurs questions à Guilaine Chenu et Françoise Joly, qui y répondent en plateau.
Depuis son lancement en janvier 1990, l'émission Envoyé spécial a obtenu 80 récompenses dont le prix Albert-Londres.
En 2016, Guilaine Chenu et Françoise Joly quittent Envoyé Spécial.  Elise Lucet en prend alors les rênes.
En 2017, Guilaine Chenu quitte France Televisions.

#### La Chaine Parlementaire (2018-2021)
Entre 2018 et 2021, Guilaine Chenu est directrice des contenus de La Chaîne parlementaire (LCP). Elle lance plusieurs émissions : « Rembob’INA » avec Patrick Cohen, « Les grands entretiens » avec Daphné Roulier, Maïtena Biraben, Guy Lagache et Yves Thréard. « Politiques à table » et « Déconfinés » une émission à destination des détenus pendant le confinement dû à la crise du Covid.

#### Depuis 2021
Après son départ de LCP, elle assure la rédaction en chef d’une série de documentaires appelée « La Bataille de l’Elysée », pour TF1.
En 2023, elle démarre une activité de production de documentaires, dont notamment Et Volodia devint Zelensky (2025) d'Yves Jeuland, Ariane Chemin et Lisa Vapné.

### Activités parallèles
En janvier 2010, elle coanime avec d'autres animateurs du groupe France Télévisions la soirée Pour Haïti dédiée à l'aide aux victimes du tremblement de terre d'Haïti de 2010 et diffusée notamment sur France 2 et France Inter.
En 2015, elle publie « Le monde d’Envoyé Spécial de A à Z » aux éditions de la Martinière. Avec plus de 80 thématiques, le livre témoigne des grands moments de l’émission éponyme.